# Abd-al-Aziz ibn Xuayb
Abd-al-Aziz ibn Xuayb (àrab: عبد العزيز بن شعيب, ʿAbd al-ʿAzīz ibn Xuʿayb), esmentat pels romans d'Orient com Curupàs (grec: Κουρουπᾶς), va ser el darrer emir de Creta (949-961).
L'Imperi Romà d'Orient va proposar un tractat que tenia per objecte posar fi a les incursions i permetre la tornada dels illencs i altres grecs que havien hagut de fugir. A canvi, els romans d'Orient pagarien un tribut anual. El tractat es va signar en temps d'Abd al-Aziz.
El 960 els romans d'Orient van mobilitzar una gran flota dirigida per Nicèfor Focas que va sortir de Constantinoble l'estiu del 960, va desembarcar a l'illa i va atacar la fortalesa de Càndia. El setge va durar tot l'hivern, ja que Càndia no fou presa fins al 6 de març del 961. Els auxilis demanats a Egipte no van arribar i Alep no tenia flota. El califa fatimita de Tunísia, Al-Muizz, va amenaçar l'emperador i va trencar la treva del 956/957 i fins i tot va preparar una expedició en col·laboració amb Egipte que es va concentrar a la Cirenaica el 20 de maig del 961, quan l'illa ja era romana d'Orient.
L'emir i la seva família foren fets presoners i portats a Constantinoble (961), on va morir uns anys després sense convertir-se al cristianisme. El seu fill An-Numan ibn Abd-al-Aziz, en canvi, va servir els romans d'Orient.